# Канада в Первой мировой войне

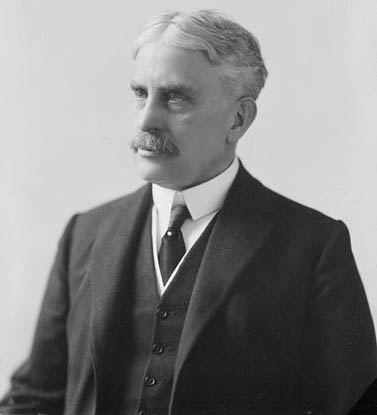
Роберт Борден, премьер-министр Канады, активный сторонник участия страны в мировой войне

Канада вступила в Первую мировую войну 5 августа 1914 года, когда генерал-губернатор Канады принц Артур подтвердил состояние войны между Германской империей и Канадой. Канада, как часть Британской империи, приняла участие в войне на стороне Антанты. Из семимиллионного населения страны[~1] за время войны около 630 000 канадцев служили в армии страны. Канадские войска сражались с немецкими войсками и зарекомендовали себя как одни из наиболее боеспособных соединений союзных войск на Западном фронте. Премьер-министр Великобритании Ллойд Джордж называл канадские подразделения «ударными войсками». После войны Канада получила право голоса на Парижской мирной конференции, а также окончательно приобрела статус независимой страны. Наряду с этим на протяжении войны наблюдались острые внутриполитические кризисы в стране.
Ньюфаундленд, будучи самостоятельным доминионом и не являясь частью Канады, также принял участие в Первой мировой войне. Для участия в боевых действиях был сформирован Королевский Ньюфаундлендский полк.

## Вступление в войну и мобилизация
4 августа 1914 года Великобритания объявила войну Германии, поскольку германские войска вторглись на территорию нейтральной Бельгии. На следующий день все доминионы Великобритании подтвердили своё участие в войне против Германии на стороне Великобритании. Канадскому правительству во главе с премьер-министром Робертом Борденом было поручено сформировать канадское военное командование для участия в войне.
В мирное время канадская армия насчитывала в своих рядах всего около 3000 военнослужащих. С началом войны правительство Канады объявило в стране мобилизацию. В течение двух месяцев в ряды канадских вооружённых сил было призвано около 32 000 солдат и офицеров. Помимо мужчин в армию было призвано и 3000 канадских женщин, которые также отправились на фронт в качестве медсестёр, поваров и т. д. Часто представители негроидной расы подвергались дискриминации. 50 канадских негров, изъявивших желание отправиться на фронт добровольцами, на сборном пункте получили отказ:

Эта война не для вас ребята, это война белого человека.
Оригинальный текст (англ.)This is not for you fellows, this is a white man’s war.

Тем не менее, некоторые отдельные подразделения из негров были сформированы. Также в вооружённые силы набирали коренных жителей Канады. Всего в ряды канадской армии было призвано около 3500 коренных канадцев.
Экономика страны позволяла обеспечить армию лишь на кампанию в несколько месяцев. Предполагалось, что война не будет иметь продолжительный характер и закончится к концу 1914 года. Сразу же после первого набора добровольцев в стране началась нехватка обмундирования и вооружения. Поскольку промышленность Канады была ещё недостаточно развита, часть промышленного оборудования приходилось ввозить из США.

### Формирование Канадского экспедиционного корпуса

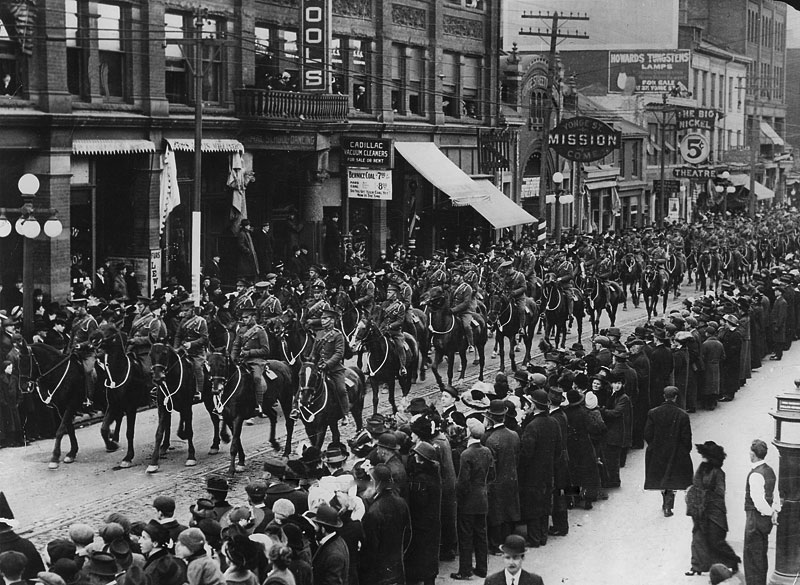
Военный парад в Торонто. 1915 год

Первая канадская дивизия в составе 33 000 солдат и офицеров была отправлена в 1914 году в Англию на кораблях через Атлантический океан. После прибытия в Англию канадские подразделения спустя несколько месяцев были направлены на Западный фронт для участия в боевых действиях против германских войск.
В сентябре 1915 года в Европу прибыла вторая канадская дивизия. Из первой, прибывшей в 1914 году, и второй канадских дивизий был сформирован Канадский экспедиционный корпус. В декабре 1915 года на фронт прибыла третья канадская дивизия, которая также вошла в состав корпуса. Четвёртая дивизия прибыла во Францию из Канады в августе 1916 года. Помимо этих подразделений канадское командование приняло решение о создании пятой дивизии. Однако формирование этой дивизии не было завершено, а её личный состав был переведён на пополнение имеющихся канадских войск.
На заключительном этапе войны канадские воинские формирования, наряду с австралийскими дивизиями, считались наиболее боеспособными соединениями союзных войск на Западном фронте.

## Участие в боевых действиях

### Битва при Нев-Шапель
Первым сражением канадских войск стала операция при Нев-Шапель. Британское командование планировало силами двух армейских корпусов прорвать германскую оборону у этой деревни. Канадские войска активного участия в прорыве не принимали, основную роль в наступлении сыграли соединения Индийского корпуса и 4-го армейского корпуса.
7 марта 1915 года канадская артиллерия провела короткую 35-минутную артиллерийскую подготовку, после чего британские войска перешли в наступление и захватили деревню Нев-Шапель и первую линию немецких окопов. Однако последующие атаки англичан успехов не принесли. Немцы к этому времени подтянули резервы и упорно оборонялись. Одной из главной причин неудачи наступления командующий 1-й английской армии генерал Френч назвал слабую артиллерийскую подготовку канадцев. Обстрел оказался слишком коротким и слабым, чтобы подавить укрепления немецкой обороны. За время боёв при Нев-Шапель британцы потеряли около 13 000 убитыми и ранеными.

### Вторая битва при Ипре
В апреле 1915 года подразделения 1-й канадской дивизии были направлены на важный участок обороны союзных войск — Ипрский выступ. Линия обороны союзных войск во Фландрии имела большое значение для воюющих сторон, поэтому в конце апреля германское командование разработало план наступления с целью ликвидации Ипрского выступа и захвата города Ипр. Для проведения операции немцы планировали применить в больших количествах отравляющие вещества. 22 апреля после мощной артиллерийской подготовки на позиции 5-го английского корпуса было выпущено 180 000 кг хлора. Желтовато-зелёное облако газа настигло окопы французских и английских войск. Солдаты, не снабжённые средствами защиты от газа, задыхались и умирали. Остальные, видя это, в страхе покидали свои позиции и отступали.
Лишь части 1-й канадской дивизии удерживали свои позиции, поскольку им удалось нейтрализовать действие газа, наложив на лицо повязки, пропитанные мочой. 24 апреля германское командование предприняло против канадцев новую атаку, в результате ожесточённых боёв около 6000 солдат канадской дивизии были выведены из строя (то есть каждый третий). Погибшими канадские войска потеряли до 2000 человек.
В связи с этим в обороне союзных войск образовался разрыв в 3,5 км. Однако вскоре английское и французское командование в спешном порядке подтянули к опасному участку дополнительные резервы. Завязались встречные бои, немцам в последующие дни удалось расширить прорыв. Однако эффект внезапности был утрачен, английские и французские солдаты уже были обеспечены простейшими средствами защиты.

### Битва на Сомме

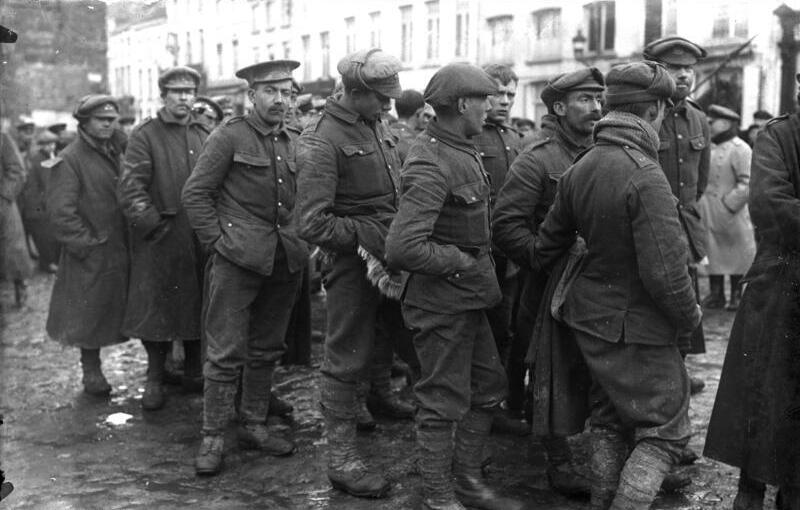
Канадские военнопленные. Февраль 1916 года

Канадские войска активно участвовали в важнейшей для союзников операции на Сомме. Наступление на Сомме было запланировано с целью отвлечения немецких войск и ослабления давления на французскую крепость Верден. Однако потери английских войск при Сомме превысили потери французов под Верденом: при Сомме было убито, ранено и пленено 419 654 солдат британской армии.
Канадские войска воевали на Сомме с июля по ноябрь. В битве на Сомме участвовала 4-я канадская дивизия, прибывшая к тому времени на Западный фронт. На канадские войска была возложена задача захватить деревню Курселетт. 15 сентября 1916 года канадские войска при поддержке других частей британской армии и танков начали наступление на позиции германцев к западу от деревни. При помощи танков наступавшим удалось захватить деревню.
Канадские войска воевали на Сомме до середины ноября, когда подразделения 4-й канадской дивизии были переброшены в район Вими. В боях на Сомме канадские войска потеряли 24 029 человек убитыми, ранеными и пленными. Канадские подразделения сыграли важную роль в боевых действиях на Сомме. Премьер-министр Великобритании Ллойд Джордж отмечал роль канадских войск на Сомме:

С этого времени канадцы стали играть роль ударных войск, до конца войны они участвовали во всех важнейших битвах.
Оригинальный текст (англ.)The Canadians played a part of such distinction that thenceforward they were marked out as shock troops; for the remainder of the war they were brought along to head the assault in one great battle after another.

### Битва при Вими

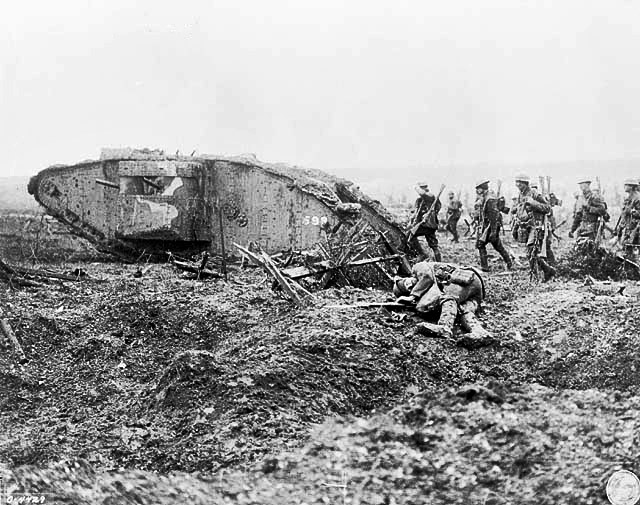
Канадские солдаты и танк в битве при Вими

В 1917 году союзное командование запланировало проведение мощных наступлений на всех театрах боевых действий с целью окончательного завершения войны. Британские войска должны были наступать на Западном фронте в районе Арраса, французы должны были провести масштабное наступление на реке Эне, итальянцы в долине реки Изонцо, также планировалось мощное наступление русских армий на Востоке.
В операциях британских войск активную роль должны были сыграть канадские подразделения. Впервые за время войны все четыре канадские дивизии должны были действовать в одном районе. Канадский корпус (командующий Джулиан Бинг) во взаимодействии с частями английской армии и танками должен был прорвать немецкую оборону у хребта Вими и захватить его. Эта операция канадских войск была частью общего наступления британской армии на Западном фронте. 9 апреля 1917 года канадские войска начали наступление после артиллерийской подготовки. 1-я, 2-я и 3-я канадские дивизии довольно легко овладели первой линией германских окопов. Лишь 4-я дивизия столкнулась с ожесточённым сопротивлением.
Канадским дивизиям сопутствовал успех. Умело взаимодействуя с артиллерией, канадцы к 12 апреля полностью захватили район Вими. К концу дня 12 апреля сражение завершилось. Канадцы потеряли 3598 убитыми и 7004 ранеными. Германские войска понесли ощутимые потери, потеряв только пленными около 4000 человек. Германские войска не пытались вернуть себе захваченные позиции, и хребет Вими остался под контролем союзных войск до конца войны.
Победа при Вими стала одной из главных побед канадского оружия в истории. Действуя самостоятельно, канадские войска полностью выполнили поставленную задачу.

### Битва при Пашендейле
После весеннего наступления, британское командование приняло решение провести ещё одну наступательную операцию в 1917 году, на этот раз во Фландрии у Ипра. Вследствие этого на этот участок фронта были переброшены все подразделения Канадского корпуса, который к этому времени возглавил уроженец Канады Артур Карри. На канадские войска возлагалась задача тремя атаками прорвать немецкий фронт у хребта Пашендейль.
Первая атака началась 26 октября, завязавшиеся бои принесли успех наступавшим. Однако в последующие дни из-за контрударов немецких войск канадские части были вынуждены отступить. Вторая атака началась 30 октября с целью захватить те позиции, которые не удалось взять под контроль в предыдущей атаке. Хорошая погода и материально-техническое обеспечение последней атаки принесли свои результаты. В ходе ожесточённых боёв с 3 по 6 ноября немецкие войска были вынуждены отступить, а канадским подразделениям удалось захватить деревню Пашендейль. После этого операция под Пашендейлем была завершена. За 16 дней боёв потери канадской армии составили 15 654 человек убитыми, ранеными и пленными. Из них около 4000 человек были убиты.

### Стодневное наступление

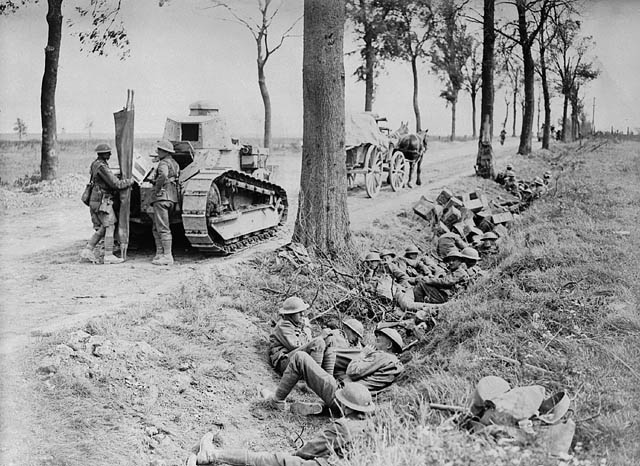
Канадские войска на дороге Аррас-Камбре

В ходе последних операций войны канадские войска сыграли огромную роль в конечном успехе войск Антанты. Первой наступательной операцией, в которой участвовал Канадский корпус, была Амьенская операция. 8 августа 1918 года канадские войска совместно с французскими, английскими, новозеландскими и австралийскими войсками прорвали немецкую оборону у Амьена и полностью выполнили поставленную задачу. Германская армия потерпела тяжёлое поражение. После успешных действий у Амьена канадские подразделения были переброшены к городу Аррас.
С 26 августа по 2 сентября канадский корпус провёл ряд острых атак на позиции немцев у канала дю-Нор. 27 сентября канадские войска прорвали линию Гинденбурга на участке этого канала и достигли города Камбре. В дальнейшем канадские войска, преследуя отступающих немцев, достигли Монса. В ходе операций последнего периода войны канадские войска потеряли 46 000 убитыми, ранеными и пленными. Последний канадский солдат Джордж Лоуренс Прайс был убит за несколько минут до начала действия перемирия 11 ноября 1918 года. Он считается последним солдатом, погибшим в Первой мировой войне.

## Ситуация в Канаде

### Политический кризис 1917 года

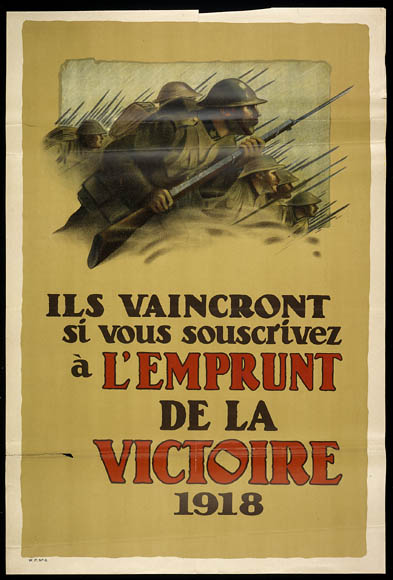
«Они победят, если вы подпишетесь на заём Победы». Канадский агитационный плакат времён Первой мировой войны

Противостояние между франкоязычными и англоязычными канадцами достигло своего апогея во время Первой мировой войны. Франкоканадцы не считали нужным воевать за английские интересы. Поскольку канадская армия была добровольной, а потери на фронте росли, премьер-министр Канады Роберт Борден предложил в 1917 году ввести всеобщую воинскую повинность. Против этого закона выступили франкоканадцы во главе с Лорье. В итоге на парламентских выборах партия Бордена получила 153 места, а либералы Лорье всего 82 места. Однако франкоязычный Квебек поддержал Лорье (здесь партия Бордена получила всего лишь 3 места). Эти противоречия между франкоканадцами и англоканадцами переросли в крупную внутреннюю проблему Канады.

### Внешняя торговля
В ходе Первой мировой войны Канада значительно увеличила экспорт. До войны главными поставщиками хлеба в Англию были США, Канада, Австралия и Россия. Однако после закрытия Турцией Черноморских проливов Россия прекратила поставки. Действия германского флота сократили ввоз пшеницы из Австралии и Индии, после чего Канада стала главным поставщиком продовольствия в Великобританию.
Кроме продовольствия Канада занималась поставкой в союзные европейские страны вооружения, техники и других средств. Так за годы войны Канада поставляла гусеничные машины, самолёты, взрывчатые вещества, паровозы, двигатели внутреннего сгорания и другое. Первая мировая война ускорила развитие отраслей промышленности. Бурно развивались химическая промышленность, горно-металлургическая промышленность (увеличилась выплавка никеля), целлюлозно-бумажная и другие. Например, в 1915—1916 годах Канадская локомотивная компания поставила в Россию большую партию локомотивов.
Наибольшую выгоду Первая мировая война принесла неевропейским странам: США, Японии и Канаде, которые были основными поставщиками для европейских воевавших стран.

## Итоги войны
В Первой мировой войне канадские войска потеряли около 56 639 человек погибшими, 149 732 человека ранеными и 3729 человек пленными[~2]. Первая мировая война имела важнейшее значение для Канады. Канада окончательно получила статус независимой страны и место на Парижской мирной конференции. Находясь в лагере победителей, Канада получила значительные выгоды для себя. В военной промышленности было занято 350 000 жителей страны, на канадских заводах было произведено более 66 миллионов бомб, экономика страны была оживлена. Были созданы новые рабочие места, возросли экспорт и инвестиции в страну. Часть канадского общества сплотилась ради победы, и, несмотря на политический кризис 1917 года, война способствовала росту национального самосознания. В то же время раскол между франкоязычными и англоязычными канадцами усилился.
Помимо положительных моментов война принесла в Канаду и много отрицательного. Возросли таможенные тарифы. Так, ещё в 1914 году в стране был введён закон о мерах военного времени. Закон вводил цензуру, разрешал депортации и аресты. 8579 граждан Австро-Венгрии, которая была противницей Канады в войне, были заключены в тюрьмы. Правительство национализировало все железные дороги страны кроме Тихоокеанской. К концу войны общая сумма государственного долга возросла с 544 миллионов долларов (1914 год) до 2,5 миллиардов долларов (1919 год).
Помимо этого, политический кризис 1917 года обострил противостояние франкоканадцев и англоканадцев. Франкоязычный Квебек практически единогласно проголосовал против политики призыва, которую поддержали англоязычные регионы страны. Квебек на долгие годы превратился в центр сепаратизма. Первая мировая война для Канады имеет важнейшее значение, и споры о том, какую роль война сыграла для Канады, не утихают до сих пор.

### Война и канадское общество
В начале XX века большинство англоканадцев не имели достаточного уровня национального самосознания и ощущали себя англичанами. Канаду они представляли как часть единой Британской империи. В то же время большинство франкоканадцев не идентифицировали себя с Британской империей. Например, франкоканадцы активно протестовали против участия канадских войск в войне в Южной Африке в начале века.
Канада до 1914 года постепенно двигалась к полной независимости. Так, ещё в 1909 году в Канаде был создан департамент иностранных дел. Однако канадское внешнеполитическое ведомство тесно сотрудничало с британскими дипломатами, а канадская внешняя политика протекала в русле британской внешней политики. После Первой мировой войны с 1919 года канадские дипломаты проводили независимую внешнюю политику. Постепенное движение Канады к независимости началось в начале XX века, а Первая мировая война заметно ускорила этот процесс.
Также война способствовала формированию национального самосознания канадцев. Как утверждают многие историки, после войны многие англоканадцы уже ощущали себя не англичанами, а именно канадцами. Победы на полях сражений стали формировать канадский национализм, а победу у Вими некоторые канадцы называли «Рождением нации». Тем не менее, существует точка зрения, что Первая мировая война, наоборот, утвердила сознание англоканадцев в том, что они являются частью Британской империи.
В итоге Первая мировая война имела важнейшие последствия для Канады. Возможно, внутриполитические последствия были более важны, чем внешнеполитические.

### Память о войне
После окончания войны и расформирования Канадского корпуса в 1919 году первые ветераны боевых действий стали возвращаться в Канаду. В их честь устраивались различные торжественные мероприятия и чествования, были организованы ветеранские организации. В Канаде, как и во всех странах бывшей Британской империи, 11 ноября является праздничным днём. В этот день отмечается День памяти. Проходят торжественные мероприятия, парады. 11 ноября в 11 часов утра в Канаде останавливаются привычные действия и все смолкают на две минуты. Эта традиция появилась в 1919 году. Главные торжества проходят у Национального военного мемориала в Оттаве. Также символом праздника является алый мак, символизирующий память о тех канадцах, погибших в кровавых сражениях во Фландрии.
Во Франции и Бельгии имеется девять мемориалов, посвящённых канадским солдатам. На местах важнейших сражений канадских войск возведены мемориальные комплексы. Например, в Вими, где проходили кровопролитные бои между канадскими и немецкими войсками, существует Канадский национальный мемориал Вими. Пять мемориальных комплексов находятся во Франции, четыре в Бельгии. В Бельгии, например, имеется мемориал Пашендейль.
Последний канадский ветеран Первой мировой войны Джон Бэбкок 1900 года рождения скончался в феврале 2010 года. В боевых действиях Бэбкок не участвовал, однако после смерти ветерана премьер-министр Канады Стивен Харпер отметил:
Бэбкок был последним из ныне живущих свидетелей, кто своим существованием связывал историю Канады с «Великой войной».

## Комментарии
1. ↑ По данным переписи населения 1911 года население страны (без Ньюфаундленда) составляло 7 206 643 человека[33].
2. ↑Из них убито в бою 39 739, пропало без вести и впоследствии не были найдены 801, умерло от газовых атак 325, умерло от ран 13 340, умерло от болезней 3919, в плену умерло 397, несчастные случаи и самоубийства — 809.